# Gens de la parole : Essai sur la condition et le rôle des griots dans la société malinké
Gens de la parole : Essai sur la condition et le rôle des griots dans la société malinké, est un livre de Sory Camara,. Paru en 1976 aux éditions Mouton , l’œuvre reçoit le grand prix littéraire d’Afrique noire en 1977.

## Résumé
Sory Camara consacre dans ce livre une étude systématique et complète aux griots. Il démontre la fonction de médiateur qui est la leur et son importance dans la société malinké marquée par la hiérarchie et l’autorité accordée selon l’âge, le sexe ou le groupe social.
L'auteur nous révèle la fonction sociale de ces « gens de la parole », appellation pertinente qui résume précisément la prise en charge par les griots, dans le cadre d'une société très hiérarchisée, de la communication et de la parole.
La première partie de l'essai traite de la société malinké traditionnelle : les clans, les relations de solidarité et le rôle régulateur des alliances à plaisanteries, la hiérarchie des sexes et des castes. La deuxième partie décrit la condition sociale des griots, marquée par une ambivalence fondamentale : membres d'une caste inférieure, ils disposent d'une liberté particulière d'expression et de comportement, assortie de l'immunité. Enfin, la singularité de la condition des griots est expliquée dans la troisième partie de l'étude, par le rôle qui leur est assigné. Exclus à jamais de la caste des nobles, les griots en deviennent les témoins et les porte-parole ; utilisant, avec un art transmis de génération en génération, la parole, chantée ou non, la musique et la danse, ils font fonction de médiateurs sociaux et politiques.
Sa connaissance intime de la société malinké permet à Sory Camara de se référer à des exemples concrets qui illustrent avec bonheur son analyse.